# Арабіон
Арабіон (*д/н — 40 до н. е.) — останній цар Західної Нумідії в 44—40 роках до н. е.

## Життєпис
Син Масинісси II. разом з батьком брав участь у громадянській війні на боці Гнея Помпея Магна проти Гая Юлій Цезаря. 46 року до н. е. після поразк помпеянців в Африці та загибелі батька, втік до Іспанії, де війська збирав Гней Помпей Магн Молодший. після поразки останнього 45 року до н. е. втік разом з Секстом Помпеєм.
44 року до н. е. невдовзі після загибелі Гая Юлія Цезаря за підтримки Помпея повернувся до Африки. Тут доволі швидко переміг Бокха II, царя Мавретанії, відвоювавши батьківські землі. Невдовзі підступом вбив Публія Сіттія, захопивши колишню столицю  Цирту. 14 червня про в своєму листі до Помпонія Аттіка знадує Цицерон.
У 43 році до н. е. підтримав Другий тріумвірат, а тому став на бік Тіта Секстія, якого призначили тріумвіри проконсулом провінції Нова Африка замість сенатського ставленика Квінта Корніфіція. 42 року до н. е. витримав облогу Цирту, яку почав Децим Лелій. В подальшому брав участь у битві біля Утіки, де Корніфіцій зазнав поразки й загинув.
40 року до н. е. підтримав Тіта Секстія, який відмовився поступатися провінціями Африка Нова і Аврика на користь Гая Фуфіція Фангона, якого призначили Марк Антоній й Октавіан. Спочатку Арібон зазнав поразки від Фангона, але потім спільно з Секстієм вони завдали супротивникові рішучої поразки.
Невдовзі за наказом Секстія Арабіона було вбито, а його володіння приєднано до провінції Африка Нова, а столицю Цирту перейменовано на Республіка IV Колонія Цирта, де виведено римську колонію зі статусом муніціпії.